# Ringen (skulptur)
Ringen är en skulptur av den svenska konstnären Claes Hake i Hjørring på Nordjylland i Danmark.
Skulpturen invigdes 1993 och består av en vattenbassäng i granit och en stående ring i patinerad brons. Ringen och bassängen har en diameter på drygt fyra meter. Den är placerad på Springvandspladsen i centrala Hjørring. 
Vattnet som cirkulerar, är uppvärmt, och vattnet i bassängen behöver därför inte tömmas vintertid.
Springvandspladsen, som är en central plats i Hjørring, har sedan 1935 haft en fontän. Inför Hjørrings 750-årsjubileum som köpstad beslöt staden att flytta den tidigare fontänen av Axel Poulsen till Rådhustorvet. I stället restes "Ringen" på Springvandspladsen.
En liknande bronsring av Claes Hakes, Solringen, finns i Renströmsparken utanför Göteborgs universitetsbibliotek i Göteborg.